# Loarre
Loarre è un comune spagnolo di 400 abitanti che si trova nella comunità autonoma dell'Aragona e fa parte della comarca della Hoya de Huesca.
Il paese è celebre per il suo castello, poderoso edificio eretto nell'XI secolo su una precedente fortificazione romana. È considerato fra i più puri esempi di architettura militare romanica e fra le rocche più antiche di Spagna.
Da segnalare anche la Chiesa parrocchiale, in stile gotico, e il palazzo Comunale, in stile rinascimentale aragonese. Entrambe le costruzioni sono del XVI secolo.